# Златни пекторал из Товста Мохила
Златни пекторал из Товста Мохила је златна скитска огрлица или пекторал откривен у гробном кургану на локалитету Товста Мохила у данашњој Дњепропетровској области 1971. године, од украјинског археолога Бориса Мозолевског. 
Гробна хумка Товста Мохила се налази у данашњој јужној Украјини близу Покрова, а златни пекторал у Музеју историјског блага Украјине у Кијеву.
Верује се да датира из 4. века пре нове ере и да су га направили грчки златари у радионици са седиштем у скитским земљама.

## Историјат
Стари Скити су били полуномадски ирански народ који је живео око северног дела Црног мора, са територијом која се простирала до региона Уралских и Алтајских планина. Верује се да је њихова култура трајала скоро хиљаду година, током којих су редовно трговали са многим медитеранским и азијским културама, међу којима су стари Грци, Персијанци и Кинези.
Верује се да је златни пекторал наручио скитски поглавица, а направили су га домаће скитске занатлије, како тврде нека савремена научна мишљења, или, како се обично мисли, старогрчки уметници из Пантикапеја, који се налази на данашњем Криму на Црном мору. Пекторал је направљен од пуног 24–каратног злата, пречника 30,6 центиметара и тежине нешто више од 1150 грама. У облику је полумесеца и стилски се може поделити на три дела. Горњи део, који се прихвата за главни фокус дела, одражава скитски свакодневни живот. Верује се да средњи део представља скитску везу са природом. Садржи много деликатних детаља, због чега су мајстори све појединачне елементе везали на чврсту златну плочу која служи као подлога за структурну потпору. Сматра се да трећи део представља скитско веровање у космос и њихову митологију.
Верује се да је пекторал настао лемљењем десетина појединачно ливених фигура и елемената.
- Детаљи златног пекторала
- Скитски пекторал (детаљ 1)
- Скитски пекторал (детаљ 2)
- Скитски пекторал (детаљ 3)
- Скитски пекторал (детаљ 4)
- Скитски пекторал (детаљ 5)
- Скитски пекторал (детаљ 6)
- Скитски пекторал (детаљ 7)
- Скитски пекторал (детаљ 8)